# Modul (matematik)
En modul är inom ringteorin motsvarigheten till ett vektorrum i linjär algebra, och elementen i en modul motsvarar på samma sätt vektorer. Varje modul är en modul över någon unitär ring, ringen av "skalärer" till modulen. Två element i modulen kan adderas, och en skalär och ett modulelement kan multipliceras. I båda fallen är resultatet av operationen ett element i modulen. Denna addition och multiplikation uppfyller precis samma åtta grundläggande räknelagar som vektoradditionen och multiplikationen av skalärer och vektorer uppfyller i den linjära algebran.
Om ringen av skalärer inte är kommutativ, behöver man skilja på multiplikation med skalär från vänster (vänstermodul), höger (högermodul) eller bådadera (bimodul). Många moduler har speciella egenskaper som gör dem särskilt intressanta i vissa situationer; exempelvis fria moduler, ändligtgenererade moduler, enkla moduler och (över nolldelarfria ringar) torsionsmoduler; se nedan. Alla moduler delar dock många egenskaper, vilket möjliggör en "modulteori" som täcker upp alla slags moduler på en gång. Alla (t. ex. vänster-)moduler över en given ring A bildar en kategori, som utgör ett centralt verktyg för att studera ringen.
Eftersom villkoren på ett vektorrum är desamma som de på en modul, utom att skalärerna för ett vektorrum också skall utgöra en kropp, utgör vektorrum ett specialfall av moduler. Två andra viktiga specialfall är utgörs av abelska grupper, som precis är modulerna över ringen Z av hela tal, och idealen i en ring, som precis är delmodulerna till ringen uppfattad som modul över sig själv. Modulteorin generaliserar därför många egenskaper som är gemensamma för den linjära algebran, teorin för abelska grupper, och idealteorin.

## Formella definitioner
En vänstermodul M över en unitär ring A utgörs av en abelsk grupp M tillsammans med en verkan av A på M, som distribuerar över additionsoperatorn i M. Med andra ord består modulen av en mängd M tillsammans med två binära operationer:
en addition {\displaystyle M\times M\longrightarrow M} (där bilden av (x,y) betecknas x+y) och en multiplikation med skalärer {\displaystyle A\times M\longrightarrow M}  (där bilden av (a,x) betecknas ax eller a·x)
som uppfyller följande åtta räknelagar (modulaxiomen): Det finns ett "nollelement" 0M i M, och för alla x, y och z i M samt alla a och b i A gäller:
1. x + y = y + x   (kommutativitet);
2. (x + y) + z = x + (y + z)   (associativitet);
3. x + 0M = x   (0M är ett neutralt element för additionen);
4. Det finns ett element -x i M, sådant att x + (-x) = 0M   (existens av additiv invers);
5. a(bx) = (ab)x   (associativitet);
6. 1A·x = x   ("neutral verkan", ringens etta verkar genom identitetsavbildningen);
7. (a + b)x = ax + bx   (multiplikationen distribuerar ringadditionen);
8. a(x + y) = ax + ay   (multiplikationen distribuerar moduladditionen).

Rent formellt är det skillnad på den underliggande mängden M, den abelska gruppen (M,+) och modulen (M,+,·), men om man inte arbetar med flera modulstrukturer samtidigt på samma mängd, låter man normalt den underliggande mängden också stå för gruppen och modulen. Ett element i en modul är alltså detsamma som ett element i dess underliggande mängd; en delmodul markeras ofta med ett tecken för delmängd, och så vidare.
En högermodul definieras på motsvarande sätt som en vänstermodul, utom att multiplikationsordningen kastas om: {\displaystyle M\times A\longrightarrow M}, bilden av (x,a) skrivs xa eller x·a, och villkoren 5 till 8 ändras på motsvarande sätt. Om M är en vänstermodul över en kommutativ ring A, så är M också en högermodul, genom den naturliga föreskriften att   xa = ax   för x i M och a i A. Är däremot A inte kommutativ, så fungerar normalt inte detta; laq 6 uppfylls oftast inte, därför att dess vänsterled   (xb)a   kan visas vara detsamma som   (ab)x, medan högerledet   x(ba) = (ba)x, där normalt ju   ba ≠ ab .

### Bimoduler
En mängd M som samtidigt är en vänstermodul över en ring A och en högermodul över en ring B är en bimodul eller närmare bestämt en A-B-bimodul, om additionen på M är densamma när M uppfattas som vänstermodul eller högermodul, och dessutom ett extra associativitetsvillkor uppfylls: För varje a i A, x i M och b i B skall följande likhet gälla:
9. (ax)b = a(xb) .
Exempelvis är varje tvåsidigt ideal i A en A-A-bimodul.

## Modulhomomorfier
En homomorfi eller homomorfism mellan två moduler L och M av samma slag (exempelvis två vänster A-moduler) är en funktion {\displaystyle f:L\longrightarrow M} som "respekterar strukturen", d. v. s. avbildar summa på summa och produkt med skalär på produkt med samma skalär. I exemplet skall alltså för varje a i A och alla x och y i L det gälla att
f(x+y) = f(x) + f(y)   och   f(ax) = af(x).
Modulhomomorfier generaliserar linjära avbildningar på samma sätt som moduler generaliserar vektorrum. Sammansättningar av modulhomomorfier är modulhomomorfier. Om en homomorfi från L till M är inverterbar som funktion på de underliggande mängderna, d.v.s. bijektiv så är även funktionsinversen en homomorfi, som går från M till L; i detta fall är homomorfin en isomorfi, och L och M säges vara isomorfa.
Man kan utan vidare addera två homomorfier f och g som båda går från L till M, genom föreskriften
(f+g)(x) = f(x) + g(x) för varje x i L.
Denna addition definierar en abelsk gruppstruktur på mängden HomA(L,M) av A-modulhomomorfier från L till M. Däremot ger multiplikation med skalär i allmänhet inte upphov till en ny homomorfi, därför att i allmänhet man om man definierar funktionen {\displaystyle g:L\longrightarrow M} genom föreskriften   g(x) = af(x)   för ett fixt a i A får att
bg(x) =b(af(x)) = (ba)f(x) = f(bax) ≠ f(abx) = g(bx) .
Därför har normalt HomA(L,M) inte en naturlig A-modulstruktur. Om både L och M är A-B-bimoduler, så får dock HomA(L,M) en naturlig struktur som vänster B-moduler.

## Delmoduler och generatorer
Låt A vara en unitär ring, och M en vänster A-modul. En delmodul N till M är en delmängd till M som "ärvt" en modulstruktur från M. Detta betyder att 0M måste ligga i delmängden L, och att för alla x och y i L och varje a i A så ligger också elementen x + y, -x och ax i L. Delmoduler av högermoduler och bimoduler definieras på motsvarande sätt. Delmodulerna av ett linjärt rum är rummets delrum (även kallade underrum), och delmodulerna till en abelsk grupp är dess delgrupper.
Delmängden {0M} är en delmodul, en nollmodul, som oftast helt enkelt betecknas med 0, när detta inte anses kunna ge upphov till missförstånd.
Om G är en godtycklig delmängd av M, så är vanligtvis inte G en delmodul. Däremot finns det alltid en unik minsta delmodul L av M som innehåller G. Som mängd består L av alla linjärkombinationer {\displaystyle a_{1}g_{1}+a_{2}g_{2}+\ldots +a_{r}g_{r}}, sådana att {\displaystyle r} är ett naturligt tal, {\displaystyle a_{1},a_{2},\ldots ,a_{r}\in A}, och {\displaystyle g_{1},g_{2},\ldots ,g_{r}\in G}. Man kan också beskriva L som skärningen av alla de delmoduler av M, som innehåller G. Mängden G säges spänna upp L. Om L=M, säges G generera M. Är G ändlig, säges M vara ändligtgenererad; och speciellt, om G bara består av ett enda element, cyklisk. Cykliska moduler utgör alltså ett specialfall av ändligtgenererade moduler.
Den tomma mängden är en delmängd av varje mängd, således också av M. Den spänner upp nollmodulen 0, som uppenbart är skärningen av alla delmoduler till M. Man kan också inse detta från att den enda linjärkombination som kan bildas av element ur den tomma mängden är den tomma summan, som tolkas som det neutrala elementet, 0M.

## Speciella typer av moduler
Viktiga specialfall (förutom de ovannämnda ändligtgenererade modulerna, däribland de cykliska) omfattar bland annat följande. I varje exempel antas M vara en vänster A-modul för någon unitär ring A; men motsvarande definitioner gäller också högermoduler.
- Nollmodul: En modul som består av ett enda element. Varje modul M har precis en delmodul som är en nollmodul, nämligen {0M}.
- Fri modul: M är fri om M genereras av någon delmängd B, på ett sådant sätt att varje element i M unikt kan framställas som en linjärkombination av element i B. I detta fall kallas B en bas för M. Varje linjärt rum är fritt.
- Enkel modul. M är enkel, om M inte är en nollmodul, men inte har någon äkta delmodul utom nollmodulen. Ett linjärt rum är enkelt precis om dess dimension är 1. Varje enkel modul är cyklisk, men inte alltid omvänt.
- Halvenkel modul. En modul är halvenkel, om varje nollskilt element i modulen är en summa av element som ligger i enkla delmoduler.
- Indekomposabel modul. M är indekomposabel, om M inte kan skrivas som en inre direkt summa av två icke-noll delmoduler. Varje enkel modul är indekomposabel, men inte alltid omvänt.
- Noethersk modul. M är noethersk eller nöthersk, om varje strikt växande kedja av delmoduler till M är ändlig. M är noethersk om och endast om varje delmodul till M, inklusive M själv, är ändligtgenererad.
- Artinsk modul. M är artinsk, om varje strikt avtagande kedja av delmoduler till M är ändlig.
- Trogen modul. M är trogen, om det för varje nollskilt a i A finns minst ett x i M, sådant att ax är skilt från noll.

Flera speciella slags moduler definieras snabbast med hjälp av det kategoriteoretiska begreppet exakt funktor:
- Projektiv modul. M är projektiv om och endast om den kovarianta funktorn   HomA(M,·)   är exakt. Varje fri modul är projektiv, men i allmänhet är inte omvändningen sann.
- Injektiv modul. M är injektiv om och endast om den kontravarianta funktorn   HomA(·,M)   är exakt.
- Flat modul. M är flat eller platt om och endast om den kovarianta[särskiljning behövs] funktorn   M®A·   är exakt. Varje projektiv modul är flat, men i allmänhet är inte omvändningen sann.

Vidare, över ringar av speciell typ:
- Graderad modul (över graderade ringar).

- Torsionsmodul (över nolldelarfria ringar). Vänstermodulen M över den nolldelarfria ringen A är en torsionsmodul om varje element i M är ett torsionselement, det vill säga, om det för varje x i M finns ett nollskilt a i A, sådant att ax=0M.
- Torsionsfri modul (över nolldelarfria ringar). Vänstermodulen M över den nolldelarfria ringen A är torsionsfri, om inget nollskilt element i M är ett torsionselement.

- Cohen-Macaulaymodul.
- Vermamodul.

## Längd, rang, homologiska dimensioner
Det finns två olika sätt att generalisera begreppet vektorrumsdimension till allmänna moduler, beroende på vilka egenskaper man tar fasta på. En modul M sägs ha ändlig längd om det finns någon ändlig kedja (ordnad mängd) av delmoduler, sådan att ingen annan delmodul kan stoppas in någonstans i kedjan; alltså:
{\displaystyle 0=M_{0}\subset M_{1}\subset M_{2}\subset \ldots \subset M_{r}=M}, där {\displaystyle M_{i-1}\subseteq L\subseteq M_{i}\;\Rightarrow L\in \{M_{i-1},M_{i}\}} för varje delmodul {\displaystyle L\,} och varje {\displaystyle i\in \{1,\ldots ,r\}}.
Detta gäller om och endast om M är både noethersk och artinsk; och i så fall är {\displaystyle r\,} entydigt bestämt, och kallas längden av M. I övriga fall säges M ha oändlig längd. Om M är ett vektorrum, så måste {\displaystyle M_{i}\,} ha vektorrumsdimensionen {\displaystyle i\,} för varje {\displaystyle i\,}, så att då speciellt {\displaystyle r\,} också är dimensionen för M.
För många ringar har alla baser för samma fria modul samma kardinalitet. I dessa fall kallas denna kardinalitet för rangen för den fria modulen.